# Chaoyang (Jiayin)
Die Großgemeinde Chaoyang (chinesisch 朝阳镇, Pinyin Cháoyáng Zhèn) ist der Hauptort des Kreises Jiayin der bezirksfreien Stadt Yichun in der chinesischen Provinz Heilongjiang und liegt im Nordosten der Volksrepublik China. Die Fläche beträgt 77,54 Quadratkilometer und die Einwohnerzahl 26.047 (Stand: Zensus 2020).

## Administrative Gliederung
Chaoyang setzt sich aus drei Einwohnergemeinschaften und vier Dörfern zusammen. Diese sind:
- Einwohnergemeinschaft Chaoyang (朝阳社区), Regierungssitz der Großgemeinde;
- Einwohnergemeinschaft Foshan (佛山社区);
- Einwohnergemeinschaft Shangzhi (尚志社区);
- Dorf Foshan (佛山村);
- Dorf Shangzhi (尚志村);
- Dorf Xinfa (新发村);
- Dorf Yong’an (永安村).